# بيرد أفريت
بيرد أفريت (بالإنجليزية: Bird Averitt)‏ مواليد 22 يوليو 1952 في هوبكينزفيل، هو لاعب كرة سلة أمريكي معتزل. بدأ مسيرته الاحترافية في سنة 1973. تم اختياره من قبل فريق بورتلاند ترايل بلايزرز خلال الدرافت. بلغ طوله 6 قدم 1 بوصة (1.9 م). اعتزل اللعب في 1978.

## المسيرة الاحترافية
لعب مع سان أنطونيو سبرز في موسم 1973–74 ، ثم لعب مع بوفالو بريفز في موسم 1976–1977، ثم لعب مع بروكلين نتس في سنة 1977، ثم لعب مع بوفالو بريفز في سنة 1978.

## روابط خارجية
- بيرد أفريت على موقع إن بي أي (الإنجليزية)
- بيرد أفريت على موقع سبورتس رفرنس (الإنجليزية)
- بيرد أفريت على موقع كلية كرة السلة في سبورتس رفرنس.كوم (الإنجليزية)
- بيرد أفريت على موقع ريلجم (الإنجليزية)
- بيرد أفريت على موقع بروبوليرز (الإنجليزية)